# Zama (film)
Zama è un film del 2017 diretto da Lucrecia Martel.
Il soggetto è basato sull'omonimo romanzo storico di Antonio Di Benedetto pubblicato in Argentina nel 1956.

## Trama
Il film si svolge nel XVIII secolo e narra la storia di un ufficiale di nome Don Diego de Zama, nato in Sud America e confinato in Paraguay per volere della Corona Spagnola. Da una riva del fiume che gli pare ai confini del mondo, Zama vive lontano dalla famiglia nell'attesa di ricevere una promozione che non arriva mai. Un giorno Zama si rende conto di tutto ciò che sta perdendo e, nel tentativo di farsi ascoltare, decide di partire per una missione pericolosa verso terre lontane abitate dagli Indiani.

## Produzione
Il film è stato realizzato grazie alla collaborazione di vari paesi, fra i quali Spagna, Francia e Stati Uniti d'America. Il regista Pedro Almodóvar è fra i principali produttori e Gael García Bernal è il produttore esecutivo. Si ritiene che Zama, con un budget di 3,2 milioni di dollari, abbia un costo molto elevato rispetto alla media dei film argentini. Poiché il romanzo di Antonio Di Benedetto è considerato un grande classico della letteratura latinoamericana moderna, il film dal quale è tratto è molto atteso.
Le riprese si sono svolte nel 2014 nella città di Corrientes,e nella provincia di Formosa, in Argentina.

## Promozione
Il primo trailer del film è uscito il 17 febbraio 2017.

## Distribuzione
Malgrado le aspettative, Zama non ha potuto concorrere alla 70ª edizione del Festival di Cannes perché Pedro Almodóvar era il presidente di giuria. Il film è stato presentato fuori concorso alla 74ª Mostra internazionale d'arte cinematografica di Venezia e al Toronto International Film Festival. Il 13 dicembre 2017 è stato annunciato che il film concorrerà ai Premi Goya 2018 come miglior film ibero-americano.

## Riconoscimenti
- 2018 - Premio Goya
  - Candidatura per il Miglior film straniero in lingua spagnola